# Prințul Vsevolod Ivanovici al Rusiei
Prințul Vsevolod Ivanovici al Rusiei (20 ianuarie 1914 – 18 iunie 1973) a fost stră-strănepot al Țarului Nicolae I al Rusiei și nepot al regelui Alexandru I al Iugoslaviei. A fost ultimul membru Romanov pe linie masculină născut în familia imperială rusă. Și-a petrecut mare parte a vieții în exil în Marea Britanie.

## Primii ani
Prințul Vsevolod Ivanovici a fost primul copil al Prințului Ioan Constantinovici al Rusiei și a Prințesei Elena a Serbiei. S-a născut la 20 ianuarie 1914 la Palatul Marble în St Petersburg. 
La 25 ianuarie împăratul Nicolae al II-lea împreună cu soția sa Alexandra și cu mama sa, Maria Feodorovna, au participat la botezul prințului la Palatul Marble. Alături de bunica prințului, Marea Ducesă Elisabeth Mavriekievna, Nicolae al II-lea a fost unul dintre nași.
Și-a primii ani ai vieții locuind cu părinții în apartamente în aripa de nord a Palatului Pavlovsk. În timpul Primului Război Mondial, tatăl lui Vsevelod, Prințul Ivan a luptat în armată și a fost decorat ca erou de război. Mama lui Vsevelod a servit ca soră medicală în timpul războiului, în timp ce Vsevelod și sora sa Ecaterina au rămas la St Peterburg în grija bunicii paterne.

## Revoluția
În timpul Revoluției ruse, tatăl lui Vsevolod și doi din unchii săi, Constantin și Igor au fost arestați de bolșevici. Au fost uciși la Alapaevsk împreună cu alți Romanovi în iulie 1918. Prințul Vsevolod împreună cu alte rude Romanov au continuat să locuiască la Pavlovsk într-o existență precară.  
Vsevolod în vârstă de patru ani a plecat în Suedia la bordul navei suedeze Ångermanland în octombrie 1918 împreună cu bunica paternă, sora sa Ecaterina, unchiul său George, mătușa sa Vera și verii săi primari: Prințul Teymuraz Constantinovici și Prințesa Natalia Constantinovna Bagration-Mukhransky atunci când bolșevicii le-au permis să părăsească Rusia la invitația reginei Victoria a Suediei. 

## Exilul
În Suedia, Vsevolod s-a reunit cu mama sa. S-au mutata la Paris și în cele din urmă au locuit la Belgrad cu bunicul patern regele Petru I al Serbiei.
După decesul unchiului lui Vsevolod, regele Alexandru în 1921, familia și-a cumpărat o vilă la Cap Ferrat în sudul Franței. În cele din urmă s-au stabilit în Anglia.
Prințul Vsevolod a fost educat la Colegiul Eton și la Oxford. Și-a petrecut mare parte din viață în Marea Britanie. La 31 mai 1939, s-a căsătorit la Londra cu Lady Lygon. Căsnicia a durat până în 1956 când au divorțat.
La 28 martie 1956, s-a căsătorit cu o unguroaică, Emilia de Gosztoyi, de care a divorțat cinci ani mai târziu.
La Londra, la 8 iunie 1961, Vsevolod  s-a căsătorit din nou, de data asta cu Valli Knust, o femeie cu 16 ani mai mică decât el.
La decesul său de la 18 iunie 1973, la Londra, linia masculină a ramurii Constantinovici a Romanovilor s-a stins.